# Speak of the Devil (Chris Isaak)
Speak of the Devil è il settimo album in studio del musicista statunitense Chris Isaak, pubblicato nel 1998.

## Tracce
Testi e musiche di Chris Isaak, eccetto dove indicato.
1. Please – 3:34
2. Flying – 3:08
3. Walk Slow – 3:01
4. Breaking Apart – 3:45 (Isaak, Diane Warren)
5. This Time – 3:13
6. Speak of the Devil – 3:31
7. Like the Way She Moves – 2:50
8. Wanderin' – 2:42
9. Don't Get So Down on Yourself – 3:11
10. Black Flowers – 2:44
11. I'm Not Sleepy – 2:37
12. Lonely Nights – 2:10
13. Talkin' 'bout a Home – 4:45
14. Super Magic 2000 – 3:45